# 井谷正吉

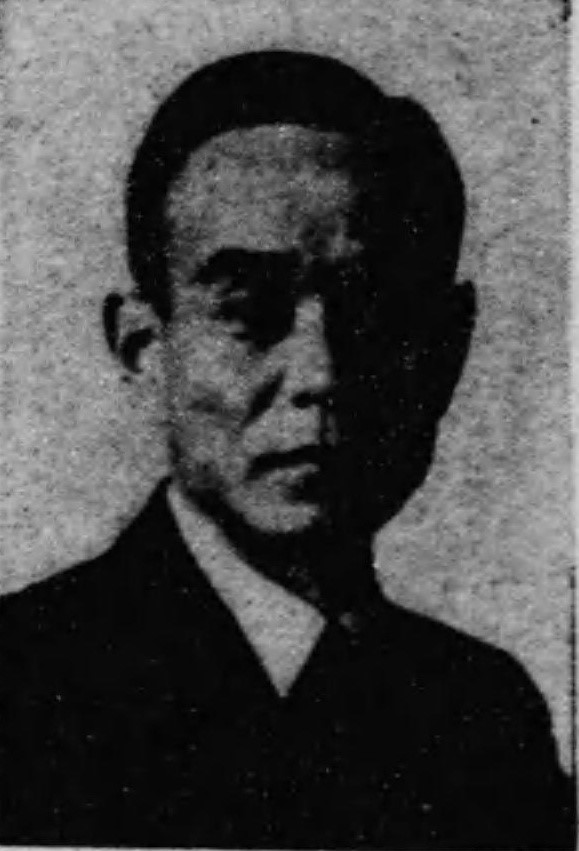
井谷正吉

井谷 正吉（いたに まさきち / まさよし、1896年（明治29年）4月29日 - 1976年（昭和51年）2月10日）は、大正から昭和期の農民運動家、農業技術者、政治家。衆議院議員（4期）。

## 経歴
愛媛県北宇和郡日吉村下鍵山（現鬼北町下鍵山）で、井谷正命の長男として生まれる。1914年（大正3年）郡立宇和農蚕学校（現愛媛県立宇和高等学校）を卒業した。
兵役後の1918年（大正7年）に家出して大阪、奈良、三重などを巡り、帰郷して北宇和郡役所土木科に勤務した。1919年（大正8年）から1922年（大正11年）まで三重県度会郡七保村（現大紀町）の農業補習学校教師を務めた。この間、地元青年と土民協会を設け農村問題の研究を行う。1922年4月、日本農民組合の創設に参画して帰郷し、「明星ヶ丘我等の村」を設けて無産者解放同人の入植を募り、同年5月、四国初のメーデーを実行した。日本労農党、日本大衆党、全日本農民組合、全国大衆党、社会大衆党の結成に参画し、各党中央委員・愛媛県連会長を務めた。戦時下には社会運動から離れて広島県豊田郡の瀬戸田学園の経営に参画し、同学園常任理事、瀬戸田高等女学校（現広島県立瀬戸田高等学校）講師を務めた。
戦後、日本社会党に入党し中央委員に就任。東洋径大鋼管常任顧問、蒲田国産金属顧問も務めた。
1947年（昭和22年）4月、第23回衆議院議員総選挙に愛媛県第3区から社会党公認で立候補して初当選。第24回、第25回総選挙では落選し、1953年（昭和28年）4月の第26回総選挙で再選された。1955年（昭和30年）2月の第27回総選挙で当選したが、第28回、第29回総選挙では落選した。1963年（昭和38年）11月の第30回総選挙で再選され、衆議院議員に通算4期在任した。1967年（昭和42年）1月の第31回総選挙で落選して政界から引退した。
1969年（昭和44年）11月の秋の叙勲で勲三等に叙され、旭日中綬章を受章する。
1976年（昭和51年）2月10日、死去した。79歳没。同月13日、特旨を以て位記を追賜され、死没日付をもって従四位に叙された。

## 著作
- 『農村の貧乏と県会選挙 全国農民組合は如何に闘ふか』全国農民組合南予地方協議会、1931年9月。
- 『ちんがらまんがら』井谷正吉、1949年。
  - 『ちんがらまんがら』文藝書房、2003年9月。ISBN 9784894771390。

## 伝記
- 井谷正吉生涯記編集委員会編 編『風雪の碑明星ヶ丘 井谷正吉伝』井谷正吉顕彰事業推進委員会、1980年9月。

## 受賞
- 愛媛県功労賞（1971年）[1][3]
- 愛媛新聞賞[1][3]

## 親族
- 父 井谷正命（まさみち、日吉村長、愛媛県会議員）[1]